# Collin Morikawa
Collin Morikawa (Los Angeles, 6 februari 1997) is een golfprofessional uit de Verenigde Staten die speelt op de PGA Tour en de Europese PGA Tour.
Hij begon zijn carrière op de PGA Tour met het behalen van 22 achtereenvolgende cuts, wat de op een na beste start in de historie van de PGA Tour is na Tiger Woods (25 cuts). Morikawa heeft zes PGA Tour-overwinningen, waaronder twee majortitels met het PGA Championship in 2020 en het Open Championship in 2021 die hij allebei bij zijn debuut won. In mei 2018 stond Morikawa drie weken lang bovenaan de World Amateur Golf Ranking. Hij was ook de eerste Amerikaan die de Race to Dubai op de Europese PGA Tour won.

## Amateur
Morikawa speelde van 2015 tot 2019 golf aan de Universiteit van Californië in Berkeley, waar hij in totaal vijf toernooien won. In mei 2018 was hij drie weken lang de hoogst genoteerde golfer in de World Amateur Golf Ranking.

## Professional
Morikawa maakte zijn professionele debuut tijdens de RBC Canadian Open in 2019, waar hij 14e werd in de einduitslag. Op 7 juli van dat jaar behaalde hij een tweede plaats op het 3M Open en één week daarna werd hij vierde op de John Deere Classic. Met deze eindresultaten verzekerde Morikawa zich van het PGA Tour-lidmaatschap voor het seizoen 2019-20. Twee weken later won Morikawa zijn eerste PGA Tour-evenement op het Barracuda Championship in Reno.
Op 26 juni 2020 miste Morikawa pas voor de eerste keer de cut op de PGA Tour tijdens het Travelers Championship, waarmee een einde kwam aan een reeks van 22 opeenvolgende cuts. Hiermee behaalde hij de op één na langste reeks aan het begin van een professionele carrière na de 25 van Tiger Woods. Enkele weken later versloeg Morikawa Justin Thomas in een play-off en won hij zijn tweede PGA Tour-titel op de Workday Charity Open.
Op 9 augustus 2020 won Morikawa zijn eerste majortitel, door het PGA Championship op zijn naam te schrijven. Speciaal een deze overwinning was dat hij pas voor de tweede keer in actie kwam op een major. Met zijn finaleronde van 64 slagen evenaarde hij het record van de laagste score op het PGA Championship na Steve Elkington in 1995. Met zijn 23 jaar werd Morikawa tevens de op twee na jongste golfer die het PGA Championship, en de vierde golfer die de major won voordat hij 24 jaar oud was.
In het daaropvolgende seizoen wist hij meerdere prijzen te winnen, waaronder zijn tweede major op het Open Championship op de Royal St George's Golf Club in Kent. Hij werd daarmee de eerste speler sinds Bobby Jones in 1926 die twee majors won in acht of minder toernooistarts. Hij werd ook de eerste speler die twee verschillende majors won in zijn debuut op dat toernooi. Naast The Open won Morikawa ook de WGC-Workday Championship op de PGA Tour en in november 2020 won hij de seizoensafsluiter van het DP World Tour Championship van de Europese PGA Tour in Dubai. Hij werd daarmee de eerste Amerikaan die de Race to Dubai won.
Naast zijn eigen carrière nam Morikawa namens de Verenigde Staten in 2021 deel aan de Olympische Spelen en de Ryder Cup. Op de Olympische Spelen eindige hij op een gedeelde 3e plaats, waarna hij in een play-off met 7 spelers de strijd voor de bronzen medaille verloor. Op de Ryder Cup won hij met het Amerikaanse team met 19-9 van het Europese team.
In oktober 2023 won Morikawa het ZOZO Championship, waarmee hij een einde maakte aan een 27 maanden durende periode zonder overwinning op de PGA Tour. In april 2024 begon Morikawa in de laatste ronde van The Masters in de laatste groep, nadat hij na 54 holes één slag achterstand had op leider Scottie Scheffler. Door een laatste ronde van 74 zakte Morikawa alsnog naar een gedeelde 3e plaats, wat nog steeds zijn beste eindresultaat was op deze major.

## Gewonnen toernooien

### PGA Tour
- Barracuda Championship (2019)
- Workday Charity Open (2020)
- PGA Championship (2020)
- WGC-Workday Championship (2021)
- The Open Championship (2021)
- ZOZO Championship (2023)

### Europese PGA Tour
- DP World Tour Championship (2021)